# مارجو ملاتجليان
مارجو ملاتجليان ( - 22 ديسيمبر 2019 ) مننتجة وممثلة أردنية من ممثلات الرعيل الأول. وهي أيضا كاتبة وروائية ومخرجة مسرحية متخصصة في أدب الأطفال

## حياتها وانجازاتها
شاركت مارجو في أعمال أسرة المسرح الأردني في الستينيات من القرن العشرين، ثم ترأست قسم برامج الأطفال بالتلفزيون الأردني، لتتفرغ بعدها للعمل المسرحي الموجه للطفل من خلال نادي أصدقاء الطفل.

## أهم أعمالها
أعمالها المسرحية: 
| المسرحية                | الجهة المنتجة         | تاريخ العرض ومكانه                                                      | ملاحظات |
| ----------------------- | --------------------- | ----------------------------------------------------------------------- | ------- |
| مروحة الليدي وندرمير    | دائرة الثقافة والفنون | 22/2/1966 الجامعة الأردنية                                              | تمثيل   |
| الفخ                    | دائرة الثقافة والفنون | 10/3/1966 الجامعة الأردنية قدمتها فرقة هواة الدراما في عمان والقدس 1963 | تمثيل   |
| مركب بلا صياد           | دائرة الثقافة والفنون | /10/1966 الجامعة الأردنية                                               | تمثيل   |
| موتى بلا قبور           | دائرة الثقافة والفنون | / 11/1967 الجامعة الأردنية                                              | تمثيل   |
| الوعد – أنشودة ليننغراد | دائرة الثقافة والفنون | /2/1969 الجامعة الأردنية ومهرجان دمشق                                   | تمثيل   |
|                         |                       |                                                                         |         |